# サン＝ジェルマン＝ル＝シャトレ
サン＝ジェルマン＝ル＝シャトレ （Saint-Germain-le-Châtelet）は、フランス、ブルゴーニュ＝フランシュ＝コンテ地域圏、テリトワール・ド・ベルフォール県のコミューン。

## 地理
村はベルフォールの東12kmに位置し、コルマール方面へ向かう国道83号線近くにある。ヴォージュ山脈の山麓に広がる樹木で覆われた丘陵（シャトレの森）のふもと、平均標高400mのところにある。

## 由来
- Capellam S. Germani in Castro（10世紀）、S. German（1579年）[1]、 Saint-Germain-le-Châtelet（1934年）。

## 歴史
村の名前は1388年に初めて言及される。教会は1573年にすでに現存していたが、その後パファンの教区に帰属することとなった。教会は1734年頃に再建され、1749年にバーゼル司教によりオセールの聖ゲルマヌス（fr）に捧げられた。1782年、教区はブザンソン司教区に組み入れられた。

## 人口統計
| 1962年 | 1968年 | 1975年 | 1982年 | 1990年 | 1999年 | 2004年 | 2015年 |
| ------ | ------ | ------ | ------ | ------ | ------ | ------ | ------ |
| 291    | 293    | 327    | 347    | 506    | 525    | 574    | 640    |

参照元:1962年から1999年までは複数コミューンに住所登録をする者の重複分を除いたもの。それ以降は当該コミューンの人口統計によるもの。1999年までEHESS/Cassini、2006年以降INSEE。

## 参照
1. ↑  Dictionnaire topographique du département du Haut-Rhin - Georges Stoffel (1868)
2. ↑  http://cassini.ehess.fr/cassini/fr/html/fiche.php?select_resultat=32040
3. ↑  https://www.insee.fr/fr/statistiques/3293086?geo=COM-90091
4. ↑  http://www.insee.fr